# Накамура Масая
Масая Накамура (яп. 中村 雅哉) — японський бізнесмен та кінопродюсер, засновник компанії Namco, що спочатку спеціалізувалася на виробництві атракціонів, проте завдяки Накамурі стала третім за величиною виробником відеоігор в Японії в період 1970—1980 років. Під керівництвом Накамури підрозділ Namco зі створення аркадних ігор створив декілька культових ігор, зокрема Pac-Man (1980), яка й досі залишається найкасовішою аркадою у світі. За його значимий внесок у розвиток та успіх компанії, Накамура вважається «батьком Pac-Man'a».

## Життєпис
Накамура народився 24 грудня 1925 року. Він закінчив Йокогамський державний університет у 1948 році, де вивчав суднобудування. У 1955 році на хвилі відновлення економіки Японії після Другої світової війни, Накамура заснував підприємство Nakamura Manufacturing, компанія, яка створювала дитячі атракціони для універмагів.
Накамура помер 91-річним 22 січня 2017 року. Повідомлення про його смерть поширила компанія Bandai Namco 30 січня 2017-го з проханням проявити повагу до особистого життя і не турбувати сім'ю Накамури.